# Лещихіно (Псковська область)
Лещихіно (рос. Лещихино) — присілок в Палкінському районі Псковської області Російської Федерації.
Населення становить 439 осіб. Входить до складу муніципального утворення Палкінська волость.

## Історія
Від 2015 року входить до складу муніципального утворення Палкінська волость.

## Населення
| 2001 | 2002 | 2010 | 2012 | 2014 | 2015 | 2016 |
| ---- | ---- | ---- | ---- | ---- | ---- | ---- |
| 123  | ↗392 | ↗424 | ↗447 | ↘442 | ↘433 | ↗439 |